# Святі гори

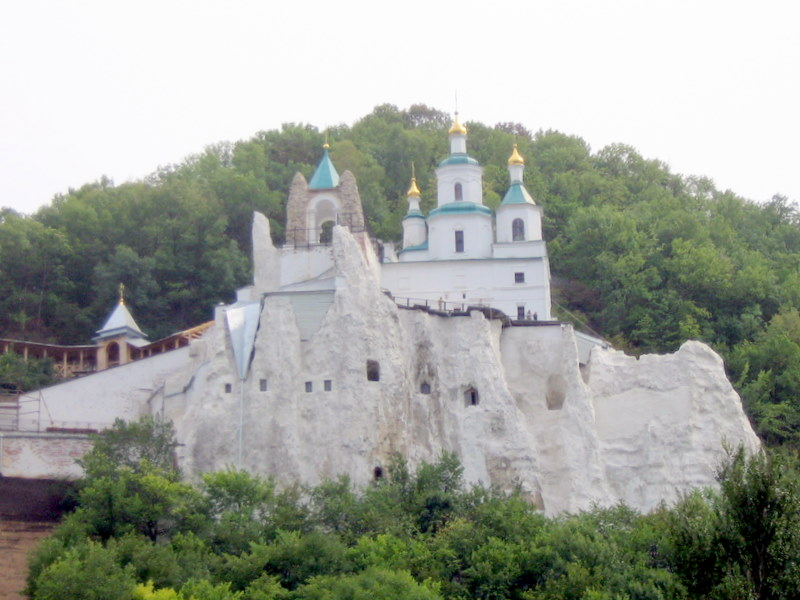
Миколаївська церква на Святих горах

Святі гори — назва крейдяних виступів на правому боці Сіверського Дінця (біля м. Святогорська Донецької області).
Вперше згадуються у творі С.Герберштейна «Записки про Московію» (1526-ті рр.).

У 1578 році про Святі Гори пише Алессандро Гваньїні: 
Є також інший Дон, менша річка, котра бере свій початок у Сіверському князівстві, а називається Сіверський Донець. Ця річка вище від Азова впадає у великий Дон. Твердять, що там, на горах, котрі звуть Святими, є якісь образи та язичницькі давні стовпи. Там же, в цих краях, як кажуть, Александр Великий, цар македонський, поставив стовпи на пам'ять про свою безсмертну славу і кордони Македонської держави, але тепер не видно і сліду їхнього. .
Печери у крейдяних виступах над Сіверським Дінцем були заселені ченцями-пустинниками.
Бл. 1624 р. тут засновано Святогірський Успенський монастир.
Святі гори — назва крейдяних виступів на правому боці Сіверського Дінця (за 32 км від м. Слов'янська Донецької області). Вперше згадуються у творі С. Герберштейна «Записки про Московію», написаному в 1620 роках. Печери у крейдяних виступах над Сіверським Дінцем були заселені ченцями-пустинниками. Бл. 1624 тут засновано Святогірський Успенський монастир. За деякими даними, ченці почали оселятися на С. Г. наприкін. 11 ст. До кін. 17 ст Святогірський монастир не мав жодних наземних споруд.
Після побудови Ізюмської лінії та організації Ізюмського слобідського полку виникли сприятливі умови для спорудження монастиря. У кін. 17 ст. на вершині крейдяної скелі зведено Миколаївську церкву (на місці зруйнованої печерної церкви Святої Богородиці). Ченці монастиря займалися рибальством, мисливством, очевидно, виварювали сіль на Торських соляних озерах (див. Торські озера), а також утримували поромну переправу на Дінці.
Після зведення у 1663 поблизу Торських озер Маяцького острогу й мосту через Донець уряд зобов'язав усіх солеварів користуватися мостом, через що пором втратив своє значення. З кін. 17- поч. 18 ст. розпочалася активна розбудова монастиря. З 1666 монастир володів земельними угіддями на 50 верст по обидва боки Дінця. На час секуляризації церковного майна у 1788 °C.У.м. належало 8 сіл і понад 27 000 десятин землі. У жовтні 1790 угіддя Святогірського монастиря Катерина II подарувала Г.Потьомкіну. У 1844 розпочалося відновлення монастиря. Мав цегельні, млини, різні майстерні, був відомий чудовими краєвидами, тож приваблював багатьох прочан.
Головна споруда цього часу — Успенський собор, побудований за проектом петербурзького архітектора О.Горностаєва. 53-метрову кубовидну споруду вінчали п'ять позолочених куполів з хрестами. Успенський собор залишався головним храмом монастиря до його закриття в 1922. За радянської впади на базі монастиря організовано Будинок відпочинку. У 1980 уряд України оголосив архітектурний комплекс Святогірського монастиря  Державним історико-архітектурним заповідником. У 1992 Свято-Успенський чоловічий монастир відновив свою діяльність